# Comba (valle)

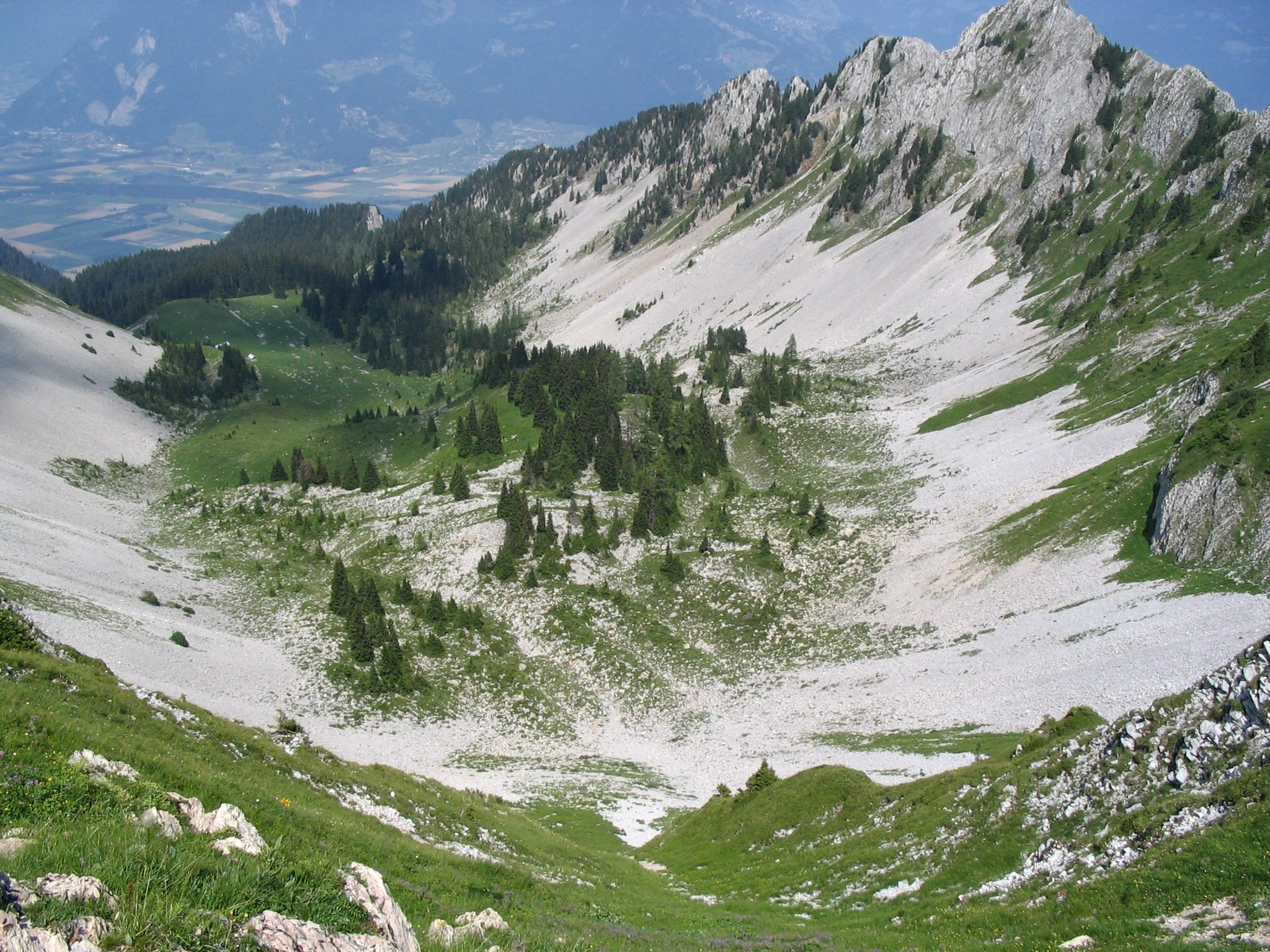
Veduta della comba di Dreveneuse, nel Canton Vallese, in Svizzera.

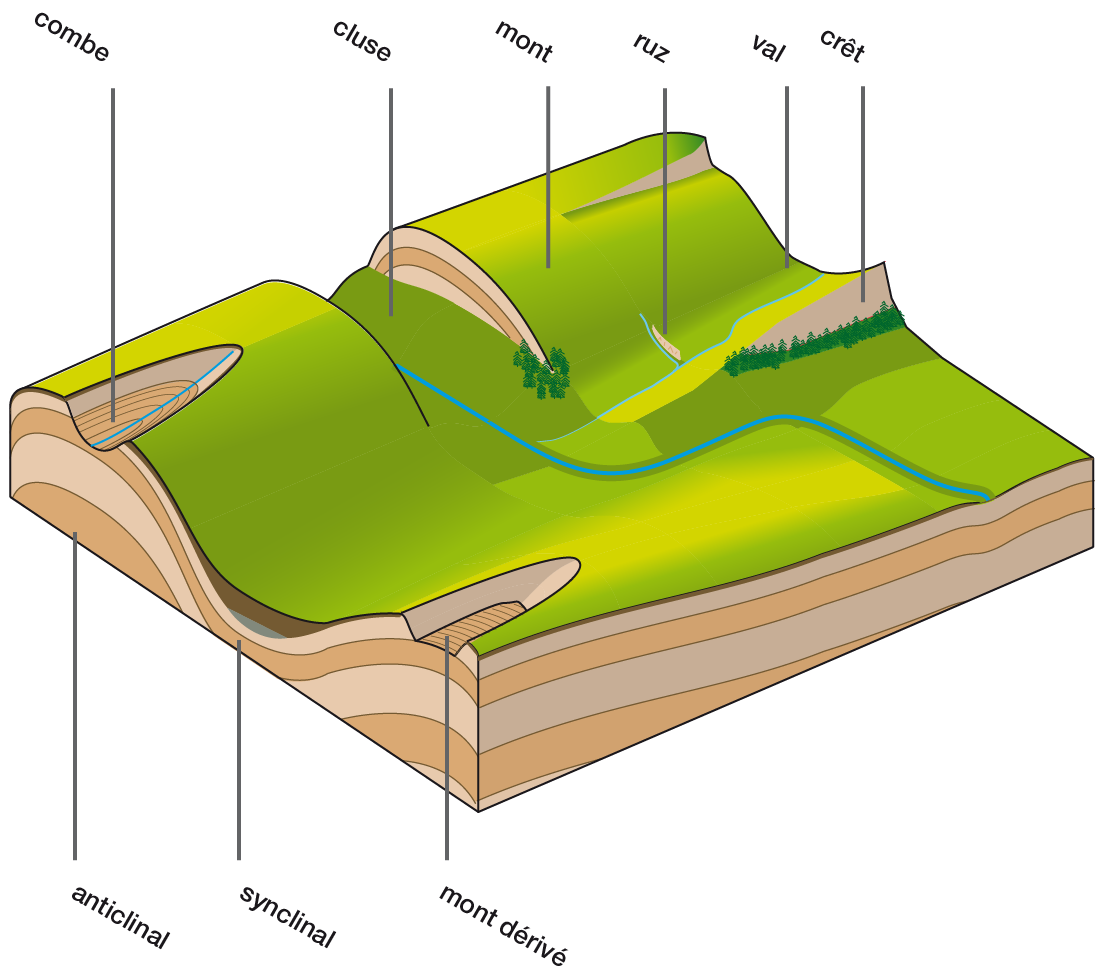
Le differenti forme del rilievo giurassico, di cui la comba.

Una comba è una valle tagliata alla sommità e in asse di una piega geologica anticlinale. Essa è dominata da ciascun lato da versanti scoscesi, le "cornici rocciose". La depressione corrispondente si forma grazie all'erosione dello strato della piega. Come le altre forme tipiche di rilievo giurassico, la comba è un rilievo strutturale frequente nel Giura, ma che si riscontra anche altrove.

## Etimologia
In linguistica e in toponomastica, il termine « comba », derivante dal gallico cumba, attestato sotto le forme celtiche comps, cons, combs, che significano "cavità" o "valle", designa una depressione di profilo intermedio, meno incassato di una cavità ma meno ampio di una valle. Nella zona dei Pirenei, il termine guascone coume è utilizzato per designare questo tipo di valloni.